# Speocropia
Speocropia é um gênero de traça pertencente à família Arctiidae.